# Bovenkarspel

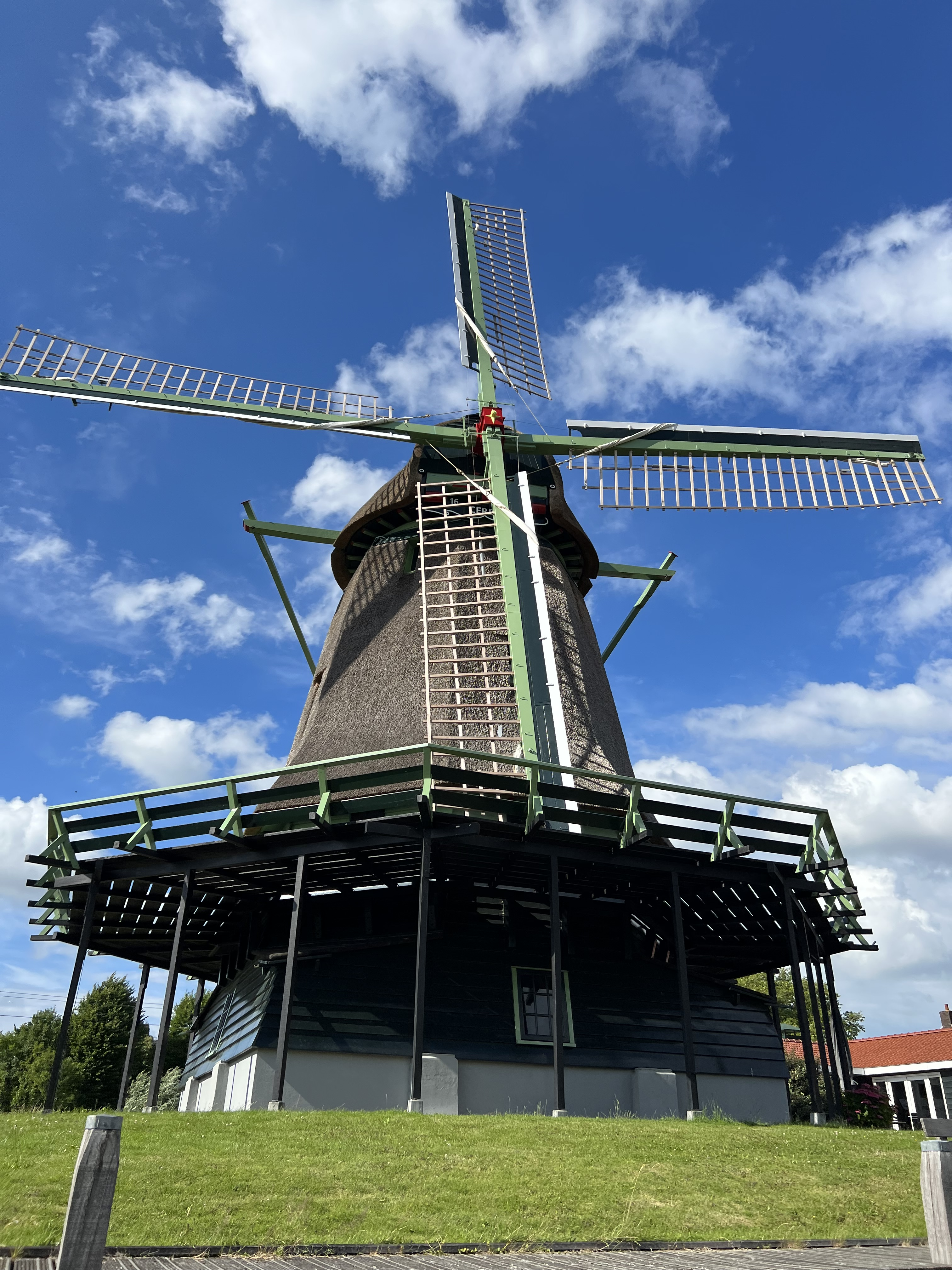
"Ceres"-väderkvarn i Bovenkarspel

Bovenkarspel är en stad i kommunen Stede Broec i den nederländska provinsen Nordholland. Belägen i regionen Västfriesland är Bovenkarspel känd för sin jordbrukstradition, särskilt sina historiska band till trädgårdsnäring och blomsterodling.

## Historia

### 1900-talet
Under 1900-talet påverkades Bovenkarspel, liksom resten av Nederländerna, av den tyska ockupationen under andra världskriget. Den 10 maj befriades Bovenkarspel och de andra närliggande byarna. Kanadensiska trupper marscherade genom byn och firanden hölls samma dag.
Bovenkarspel blev en del av den större kommunen Stede Broec den 1 januari 1979, där städerna Bovenkarspel, Grootebroek och Lutjebroek tillsammans utgör ett större bostadsområde. Kommunhuset ligger i Bovenkarspel.

### 2000-talet
På nyårsafton 2019-2020 skadades stadens "Ceres"-väderkvarn allvarligt. En brand, orsakad av fyrverkerier, förstörde kvarnens övre struktur och utlöste omfattande restaureringsinsatser. Under COVID-19-pandemin fick staden nationell uppmärksamhet efter en explosion utanför ett lokalt COVID-19-testcenter.
Den 18 mars 2022 invigdes den restaurerade väderkvarnen av prinsessan Beatrix av Nederländerna.

## Legionellautbrottet 1999
I mars 1999 inträffade ett utbrott av legionärssjukan under en blomsterutställning i Bovenkarspel. Många människor lades in på sjukhus i Hoorn. Totalt insjuknade 318 personer och minst 32 dog.